# ماناتو کودو
ماناتو کودو (انگلیسی: Manato Kudo؛ زادهٔ ۷ مهٔ ۲۰۰۱) بازیکن فوتبال اهل ژاپن است.